# Johanna van Dargies
Johanna van Dargies (Dargies, 1290 - 1334) was een Franse edelvrouw. Ze was een dochter van de heer van Dargies.
Ze trouwde voor een eerste maal met Hugo van Soissons, van wie ze één dochter kreeg: Margaretha van Soissons. Na diens dood hertrouwde ze met Jan van Charolais, een zoon van Robert van Clermont. Met hem kreeg ze de volgende kinderen:
- Beatrix (1311-1364), vrouwe van Charolais, getrouwd met Jan I van Armagnac
- Johanna (rond 1314-1388), vrouwe van Saint-Just, getrouwd met Jan I van Auvergne

Johanna trouwde voor een derde keer met Hugo van Châtillon.